# Alain Rey (Skibergsteiger)
Alain Rey (* 7. Juli 1982) ist ein Schweizer Skibergsteiger.

## Erfolge (Auswahl)
- 2005: 9. Platz bei der Europameisterschaft Vertical Race

- 2006:
  - 3. Platz bei der Weltmeisterschaft Skibergsteigen Staffel mit Alexander Hug, Rico Elmer und Florent Troillet
  - 6. Platz bei der Weltmeisterschaft Vertical Race
  - 9. Platz bei der Weltmeisterschaft Skibergsteigen Team mit Yannick Ecoeur

- 2007: 
  - 2. Platz bei der Europameisterschaft Skibergsteigen Staffel mit Florent Troillet, Yannick Ecoeur und Alexander Hug
  - 6. Platz bei der Europameisterschaft Skibergsteigen Team mit Yannick Ecoeur

### Pierra Menta
- 2006: 8. Platz mit Yannick Ecoeur
- 2007: 6. Platz mit Alexander Hug